# Kim Richards
Kim Richards est une actrice américaine née le 19 septembre 1964 à Mineola dans l'État de New York.

## Biographie
Kim Richards est la fille de Kenneth E. Richards (1935-1998) et Kathleen Dugan (1938-2002). Le couple s'est séparé en 1972 et sa mère s'est remariée plus tard. Elle est la tante de Nicky et Paris Hilton. Le 28 octobre 1991, John R. Collett, le fiancé de Kim, a été assassiné par un tueur à gages. John R. Collett et Kim Richards parlaient au téléphone tandis que les coups de feu sont arrivés. L'épreuve a eu un profond impact sur Kim. Elle ne serait plus jamais la même depuis. Elle est d'ascendance galloise et irlandaise. Elle a 4 enfants : Brooke, Kimberley, Whitney et Chad. 
En avril 2015, Kim a été arrêtée au Beverly Hills Hotel par la police pour des faits de violence et de troubles à l'ordre public, remettant donc en cause sa sobriété face à l'alcool.
En septembre 2024, le magazine TMZ a révélé que l'actrice avait rechuté et qu'elle avait été placée en détention psychiatrique. Selon le média, elle aurait été interpellée alors qu'elle séjournait dans un hôtel Hilton. Après avoir quitté l'établissement psychiatrique, Kim s'est installé dans une maison à Los Angeles appartenant à sa sœur Kyle Richards. Cependant, plus tôt cette semaine, elle aurait eu une dispute avec Kyle au domicile de cette dernière. Sa famille a alors pris la décision de s'éloigner de Kim dans l’espoir de l’aider à redevenir sobre. Kim a été expulsé quelques jours plus tard

## Carrière
Sa carrière débute alors qu'elle est encore enfant, dans les années 1970. De 1970 à 1971 elle joue Prudence Everett dans la série fantastique et comique Nanny and the Professor en compagnie de Richard Long, Juliet Mills, David Doremus et Trent Lehman. Elle tourne dans plusieurs films de Disney : La Montagne ensorcelée, La Folle Escapade et Les Visiteurs d'un autre monde et dans un épisode de La Petite Maison dans la prairie. 
En 1977 elle et sa sœur Kyle Richards jouent dans Enfer mécanique de Elliot Silverstein.
Pendant sa carrière elle apparaît dans de nombreuses séries connues : Arnold et Willy, Alice, La croisière s'amuse, Chips, Magnum, Shérif, fais-moi peur et 200 dollars plus les frais.
Entre 2010 et 2015, elle apparaît dans l'émission de télé-réalité Real Housewives : Beverly Hills (The Real Housewives of Beverly Hills) avec sa sœur Kyle. À la phase finale de la saison 1 et pendant la saison 2, son souci envers l'alcool sera soulevé par sa sœur et ses amies. À la suite de cela Kim est allé en cure de désintoxication et reviendra dans le saison 3 en pleine forme et sobre. Cependant, la saison 5 fut notamment centrée sur sa potentielle rechute et Kim sera d'ailleurs accusée à de nombreuses reprises par Lisa Rinna. La production décida alors de ne pas renouveler son contrat pour la saison 6, bien qu'elle fit une brève apparition le temps du dernier épisode. Elle est revenue en tant que guest-star durant les saisons 9, 10 et 13 et en tant que "amie" durant la saison 7.

## Filmographie

### Cinéma
- 1975 :  La Montagne ensorcelée (Escape to Witch Mountain) de John Hough : Tia Malone
- 1976 :  La Folle Escapade (No Deposit, No Return) de Norman Tokar : Tracy
- 1976 :  Dollars en cavale (Special Delivery) de Paul Wendkos : Juliette
- 1976 :  Assaut (Assault on Precinct 13) de John Carpenter : Kathy
- 1977 :  Enfer mécanique (The Car) de Elliot Silverstein : Lynn Marie
- 1978 :  Les Visiteurs d'un autre monde (Return from Witch Mountain) de John Hough : Tia
- 1984 :  Meatballs Part II de Ken Wiederhorn : Cheryl
- 1985 :  Quartier chaud (Tuff Turf) de Fritz Kiersch : Frankie Croyden
- 1990 :  Escape de Richard Styles : Brooke Howser
- 2002 :  The Blair Witch Mountain Project de Ike Eisenmann : Tia
- 2006 :  Black Snake Moan de Craig Brewer : Sandy
- 2009 :  La Montagne ensorcelée (Race to Witch Mountain) de Andy Fickman : Tina

### Télévision
Téléfilms
- 1971 : The Strange Monster of Strawberry Cove de Jack Shea : Girl outside Meade's house (non créditée)
- 1973 : Le Portrait de Dorian Gray (The Picture of Dorian Gray) de Glenn Jordan : Beatrice enfant
- 1973 : Alvin the Magnificent de Tom Leetch :
- 1974 : The Whiz Kid and the Mystery at Riverton de Tom Leetch : Daphne 'Daffy' Fernald
- 1974 : Hog Wild de Jerome Courtland : Sara Melborne
- 1974 : Return of the Big Cat de Tom Leetch : Amy McClaren
- 1976 : The Whiz Kid and the Carnival Caper de Tom Leetch : Daphne 'Daffy' Fernald
- 1976 : Raid sur Entebbe (Raid on Entebe) de Irvin Kershner : Alice
- 1978 : Les chiens de l'enfer (Devil Dog: The Hound of Hell) de Curtis Harrington : Bonnie Barry
- 1981 : Why Us? de John Bowab (en) : Holly Sanborn
- 2015 : Sharknado 3 (Sharknado 3: Oh Hell No!) : Barbara « Babs » Jensen

Séries télévisées
- 1970-1971 : Nanny et le professeur (Nanny and the Professor) : Prudence Everett (54 épisodes)
- 1971-1976 : Le Monde merveilleux de Disney (Walt Disney's Wonderful World of Color) : Girl Outside Mayor's House / Daphne 'Daffy' Fernald / Sara Melborne / Amy McClaren / Leroy McClaren
- 1972 : Sur la piste du crime (The F.B.I.) : Barbie Ghormley
- 1972-1973 : The ABC Saturday Superstar Movie : Prudence Everett (voix)
- 1973 : Here We Go Again : Jan Standish (13 épisodes)
- 1973-1977 : ABC Afterschool Specials : Missey / Minnow
- 1974 : Temperatures Rising : Little Girl
- 1974 : Emergency! : Melissa
- 1974 : La Petite Maison dans la prairie (Little House on the prairie) : Olga Nordstrom
- 1974 : The Lives of Benjamin Franklin :
- 1974-1977 : Police Story : Melanie Peters / Linda Mandell
- 1975 : Les Rues de San Francisco (The Streets of San Francisco) : Julie Todd
- 1975 : Medical Story :
- 1976 : Sara : Maude
- 1976 : Medical Center : Penny
- 1976 : Family : Laura Richardson
- 1976 : 200 dollars plus les frais (The Rockford Files) : Marin Rose Gaily
- 1976 : Sergent Anderson (Police Woman) : Kerry McGuire
- 1977-1978 : James at 15 : Sandy Hunter (21 épisodes)
- 1978 : Project U.F.O. : Amy Forman
- 1979 : Hizzonner : Jamie
- 1979 : Arnold et Willy (Diff'rent Strokes) : Ruthie Alder (3 épisodes)
- 1979-1980 : Hello, Larry : Ruthie Alder (38 épisodes)
- 1982 : Alice : Lisa
- 1982 : Chips (CHiPs) : Sheila
- 1982 : La croisière s'amuse (The Love Boat) : Gail / Lilian Gerber
- 1982 : Magnum (Magnum, P.I.) : Carrie Reardon
- 1983 : Lottery! : Valerie
- 1983 : Shérif, fais-moi peur (The Dukes of Hazzard) (saison 6, épisode 12 "La fille de Cooter") : Nancylou
- 1984 : The Mississippi
- 2015 : Revenge : Stéphanie (saison 4, épisode 14)

#### Émissions de télé-réalité
- 2007 : The Simple Life (Invitée, saison 5, épisode 9)
- 2010 - 2017, 2019 - 2020, 2023 : Les Real Housewives de Beverly Hills (The Real Housewives of Beverly Hills) (principale saisons 1 à 5, amie saisons 7, invitée saisons 6, 9, 10 et 13)
- 2013 : Stars in Danger: The High Dive (candidate)